# Bränderna i Los Angeles 2025

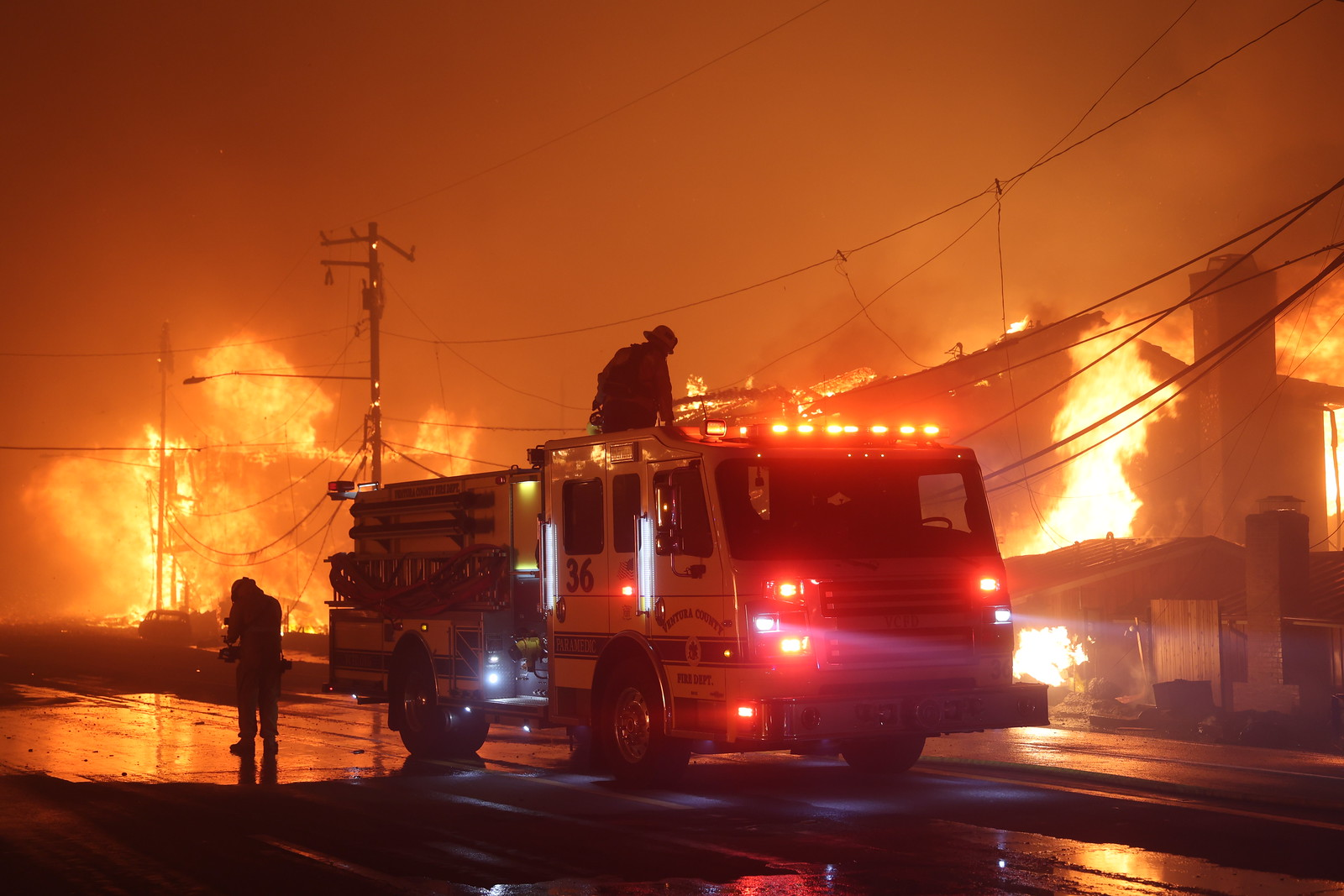
Brandbil från Ventura County som arbetar mot bränderna i Pacific Palisades, 8 januari 2025.

Den 7 januari 2025 flammade bränder upp på flera olika platser i Los Angeles i USA. En torr vegetation och starka vindbyar ledde till en extremt snabb spridning och hårda vindar försvårade släckningsarbetet. Den 31 januari ansågs bränderna ha släckts. Minst 29 personer omkom i bränderna.

## Händelseförlopp
Bränder bröt ut på flera ställen runt om i Los Angeles County den 7 januari 2025. Man vet ännu inte hur bränderna startade, men två väderfenomen tros har spelat in i den snabba spridningen. Dels säsongsvindarna, kända som Santa Ana-vindarna(en), som för med sig torr och varm luft från inlandets ökenlandskap ner över bergen mot Kaliforniens kust. Santa Ana-vindarna var ovanligt starka detta år. Dels handlar det om att det var en ovanligt lång torrperiod i området.

## Bränder

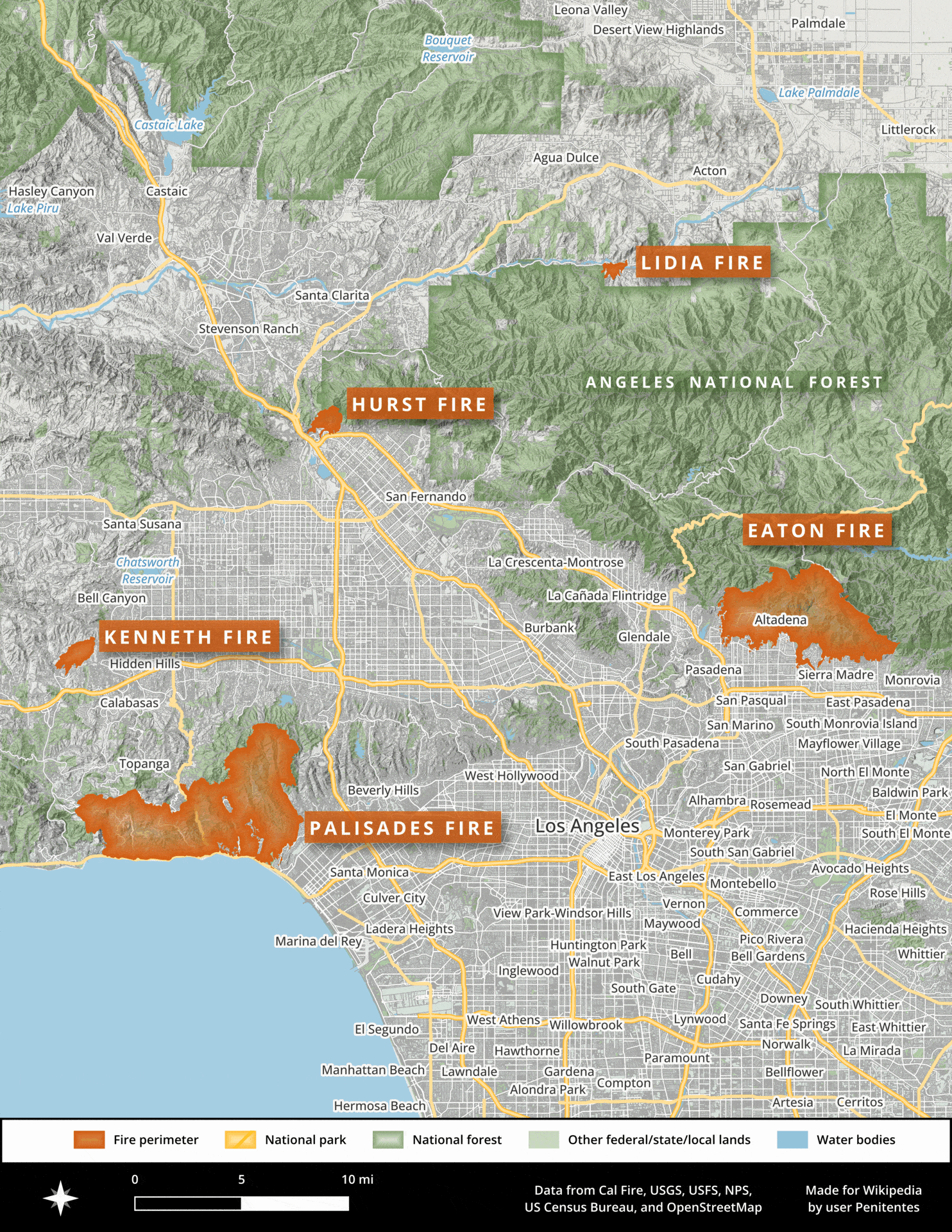
Översiktskarta

- Den största branden pågick i området Pacific Palisades i sydvästra Los Angeles, beläget mellan kusten och Santa Monica Mountains. Där spred sig lågorna från 8 till 80 hektar på bara 20 minuter.
- Den nästa största branden skedde i Eaton, ett område i Altadena som ligger i San Gabriel Mountains sydsluttningar ovanför Pasadena. Även där var spridningen explosionsartad.
- Ytterligare mindre bränder bröt ut i Hurst (längst norrut i staden Los Angeles) och Kenneth (nära Calabasas och Hidden Hills) i San Fernando Valley och i Lidia (nära Acton) norr om San Gabriel Mountains.[1]

Bränderna bekämpades av flera brandkårer: Los Angeles Fire Department (staden Los Angeles brandkår), Los Angeles County Fire Department (Los Angeles Countys brandkår), samt California Department of Forestry and Fire Protection (delstaten Kaliforniens brandkår). Förstärkningar kom även från annat håll i Kalifornien, från andra delstater samt från Kanada och Mexiko.

## Konsekvenser
Bränderna ledde till att tusentals bostäder brann ner, hundratusentals människor evakuerades och kostnaderna uppskattas till över 1500 miljarder kronor. Eftersom bränderna skedde i tätbebyggt område har det kallats för det den mest förödande branden i stadens historia.
Kaliforniens nationalgarde kallades in för att förhindra plundring där bränderna är släckta.
Den 15 januari 2025 rapporterades minst 24 personer ha omkommit i bränderna enligt Los Angeles County Sheriff's Department. Åtta av dödsoffren omkom i bränderna kring Pacific Palisades och 16 i bränderna kring Eaton. Ett tiotal personer är saknade. Den 31 januari meddelades det att minst 29 personer omkommit i bränderna.